# Куравонг строкатий
Куравонг строкатий (Strepera graculina) — вид горобцеподібних птахів родини ланграйнових (Artamidae).

## Поширення
Ендемік Австралії. Поширений на сході країни. Трапляється також на острові Лорд-Гав, а популяції на островах Великого Бар'єрного рифу вимерли. Живе у відкритих евкаліптових лісах. Взимку часто трапляється у міських парках.

## Опис
Великий птах, завдовжки 44-50 см, вагою 243—385 г. Тіло міцне, з довгим квадратним хвостом, міцними крилами, великою головою і міцними ногами. Дзьоб довгий, масивний, із загнутим кінчиком. Оперення чорне, лише задня частина тулуба, краї хвоста та махові пера білі. Дзьоб і ноги теж чорні, а очі жовті.

## Спосіб життя
Трапляється у невеликих сімейних зграях. Проводить більшу частину дня у пошуках їжі. Вночі сидить на верхівках дерев. Всеїдний птах. Живиться великими комахами та іншими безхребетними, дрібними хребетними, яйцями птахів і плазунів, фруктами, ягодами, насінням, нектаром. Сезон розмноження триває з серпня по грудень. Моногамні птахи. Гніздо будує самиця серед гілок високого дерева. У гнізді 3 коричнево-рожевих яйця. Інкубація триває близько місяця.

## Підвиди
- Strepera graculina graculina (Shaw, 1790) — номінальний підвид, широко поширений від східного Квінсленду до Блакитних гір;
- Strepera graculina magnirostris White, 1923 — поширений в північно-східній частині півострова Кейп-Йорк;
- Strepera graculina robinsoni Mathews, 1912 — поширена в південній частині півострова Кейп-Йорк;
- Strepera graculina crissalis Sharpe, 1877 — ендемік острова Лорд-Гав;
- Strepera graculina nebulosa Schodde & Mason, 1999 — поширений в південно-східній частині Нового Південного Уельсу і східній Вікторії;
- Strepera graculina ashbyi Mathews, 1913 † — траплявся в південно-західній частині Вікторії, зник внаслідок гібридизації з S. g. nebulosa.